# Discografia dei Thrice

## Discografia

### Album in studio
| 2001                                              | Identity Crisis - Pubblicato: 6 marzo 2001 - Etichetta: Sub City                   | —  | —  | —   |
| 2002                                              | The Illusion of Safety - Pubblicato: 5 febbraio 2002 - Etichetta: Sub City         | —  | 14 | —   |
| 2003                                              | The Artist in the Ambulance - Pubblicato: 12 agosto 2003 - Etichetta: Island       | 16 | —  | 109 |
| 2005                                              | Vheissu - Pubblicato: 18 ottobre 2005 - Etichetta: Island                          | 15 | —  | 119 |
| 2007                                              | The Alchemy Index Vols. I & II - Pubblicato: 16 ottobre 2007 - Etichetta: Vagrant  | 24 | 1  | 114 |
| 2008                                              | The Alchemy Index Vols. III & IV - Pubblicato: 15 aprile 2008 - Etichetta: Vagrant | 17 | 1  | 140 |
| 2009                                              | Beggars - Pubblicato: 9 agosto 2009 - Etichetta: Vagrant                           | 47 | 4  | —   |
| 2011                                              | Major/Minor - Pubblicato: 20 settembre 2011 - Etichetta: Vagrant                   | 18 | 2  | 107 |
| "—" indica che non ha avuto accesso in classifica |                                                                                    |    |    |     |

### Album dal vivo
| Anno | Dettagli                                                                                 |
| ---- | ---------------------------------------------------------------------------------------- |
| 2008 | Live at the House of Blues - Pubblicato: 9 dicembre 2008 - Etichetta: Vagrant            |
| 2012 | Anthology - Pubblicato: ottobre 2012 - Etichetta: Staple Records / Workhorse Music Group |

### Raccolte
| Anno | Dettagli                                                                    |
| ---- | --------------------------------------------------------------------------- |
| 2005 | If We Could Only See Us Now - Pubblicato: 29 marzo 2005 - Etichetta: Island |
| 2009 | The Alchemy Index - Pubblicato: 30 marzo 2009 - Etichetta: Vagrant          |

### Extended play
| Anno | Dettagli                                                                     |
| ---- | ---------------------------------------------------------------------------- |
| 1999 | First Impressions - Pubblicato: 1999 - Etichetta: autoprodotto               |
| 2003 | Live from the Apple Store - Pubblicato: 11 novembre 2003 - Etichetta: Island |
| 2006 | Red Sky - Pubblicato: 11 aprile 2006 - Etichetta Island                      |
| 2008 | The Myspace Transmissions - Pubblicato: 22 luglio 2008 - Etichetta: Vagrant  |
| 2010 | Daytrotter Sessions - Pubblicato: 4 gennaio 2010 - Etichetta: Vagrant        |

### Singoli
| 2003                                              | All That's Left        | 24 | 36 | 69 | The Artist in the Ambulance      |
| 2003                                              | Under a Killing Moon   | —  | —  | 83 | The Artist in the Ambulance      |
| 2004                                              | Stare at the Sun       | 39 | —  | —  | The Artist in the Ambulance      |
| 2005                                              | Image of the Invisible | —  | 24 | —  | Vheissu                          |
| 2008                                              | Come All You Weary     | —  | —  | —  | The Alchemy Index Vols. III & IV |
| "—" indica che non ha avuto accesso in classifica |                        |    |    |    |                                  |